# 道の駅上天草さんぱーる
道の駅上天草さんぱーる（みちのえき かみあまくささんぱーる）は、熊本県上天草市にある国道266号の道の駅である。

## 施設
- 駐車場（電気自動車用充電スタンドあり）
  - 普通車：129台
  - 大型車：11台
  - バリアフリー用：2台
- トイレ
  - 男：6器
  - 女：9器
  - 身障者用：2器
- 物産館 8:00 - 18:00
- レストラン 9:00 - 18:00
- 観光案内所
- 休憩コーナー
- 公園

## 休館日
- 1月1日[1]。他、年2回（6月、11月予定）。

## アクセス
- 国道266号 - 登録路線

## 周辺
- 天草四郎メモリアルホール
- 上天草市交流センター スパ・タラソ天草
- 宮津海遊公園